# Носов, Александр Михайлович
Александр Михайлович Носов (1924—1943) — помощник командира стрелкового взвода 15-го гвардейского стрелкового полка 2-й гвардейской стрелковой Краснознамённой дивизии, гвардии младший сержант. Герой Советского Союза.

## Биография
Родился в 1924 году в деревне Щербиновке ныне Аткарского района Саратовской области.
Окончил неполную среднюю школу. В августе 1942 года был призван в Красную Армию. Убыл на фронт в составе 164-й курсантской стрелковой бригады сформированной из курсантов Бакинского пехотного училища имени Серго Орджоникидзе. Сражался на Северо-Кавказском фронте и в составе Отдельной Приморской армии. Принимал участие в обороне и освобождении Кавказа, в разгроме гитлеровских войск в Крыму. Трижды ранен. За боевые отличия был награждён орденом Красной Звезды.
Звание Героя Советского Союза гвардии младшему сержанту Носову Александру Михайловичу присвоено 17 октября 1943 года за уничтожение в одном из боев на Таманском полуострове 70 солдат и офицеров противника и проявленные при этом доблесть и мужество. Погиб 3 октября 1943 года в боях за освобождение Тамани. Приказом Министра обороны СССР  № 261 от 1 ноября 1966 года был навечно зачислен в списки зачислен в списки 2-й мотострелковой роты 15-го гвардейского мотострелкового полка 2-й гвардейской Таманской мотострелковой дивизии (в/ч 31134).
Первоначально был похоронен в центре станицы Старотитаровской Краснодарского края на мемориале защитникам Отечества. На месте погребения установлен гранитный памятник. Позже был перезахоронен на кладбище станицы Старотитаровской возле мемориала погибшим бойцам Красной Армии.